# ブランドリーニの法則
ブランドリーニの法則（ブランドリーニのほうそく、英語: Brandolini's law）とは、でたらめの非対称性の原則（bullshit asymmetry principle）としても知られているインターネット上の法則で、そもそもの偽情報を作成する相対的な容易さと比較して、それを暴く労力を取り上げたものである。

## 起源
この法則は2013年1月に初めて、イタリア人プログラマーのアルベルト・ブランドリーニにより公に示された。ブランドリーニはシルヴィオ・ベルルスコーニ元首相とジャーナリストのマルコ・トラヴァグリオとの政治討論番組を見る直前に、ダニエル・カーネマンの "Thinking, Fast and Slow" を読んで触発されたと述べた。

## 類似する概念
フランスの経済学者フレデリック・バスティアはその著作『経済弁妄』 (Sophismes économiques、1845-1848) でこの法則の初期の概念を次のように表現している。
我々の敵対者は議論において私たちより著しく有利であることを告白しなければならない。彼らはほんのわずかの言葉で、半分だけ真実の事項を発表することができる。そしてそれが不完全であることを証明するためには、我々は長くて無味乾燥な研究論文に頼らざるを得ないのである。
他の著名な思想家や哲学者たちも、歴史の中で同様の真実を指摘してきた。ジョージ・ホーンは1786年の著作 "Letters on Infidelity" の中で次のように書いている。
無神経で無知な人間が3行で質問するかもしれないが、それに答えるには30ページの学習と創意工夫が必要である。これがあるとまた翌年、この件について何も書かれていないかのように、意気揚々と同じ質問が問われることになる。そして一般的に人々は、どういうわけか長い回答より短い反論を好むものであり、この様式の論争では、それが可能なものであれば、オッズは我々に不利になるはずである。そして我々は問題の両面を学習するために、誠実さと博識、正直さと忍耐力を備えた友人たちに満足しなければならない。
マーク・トウェインは1906年の彼の自叙伝で次のような発言を口述記録させている。
（虚実の上に築かれた栄光は、すぐに不快な負担となる。）人々に嘘を信じさせるのはいかに簡単で、それを元に戻すのは、いかに難しいのだろう。
この文言は次のような箴言として誤って引用されることがあり、事実がいかに偽情報に置き換えられるかを実証している。
人をだまされたと納得させるよりも、だます方が簡単である。
同様の概念は1993年に経済学者のロイ・ラドナーによっても提唱された。ラドナーは、データ項目の確認に必要なプロセッサの数と、データ項目の処理に関連する時間遅延の両面から組織のパフォーマンスを検討した。
2005年、ロシアの物理学者セルゲイ・ロパトニコフは匿名でエッセイを発表し、その中で次の定義を紹介した。
各段階の文章が（反論するための）段落・各段落、節・各節、及び章・各章、そして本を必要とする場合、その文章全体は効果的に反論できないものとなり、すなわち真実の特徴を獲得する。私はそのような真実性を超越的である、と定義する。
ジェラニー・コブは、反共主義者のアメリカ上院議員ジョセフ・マッカーシーへの言及の中で、その修辞技法について次のように述べている。
彼は嘘をつき、人々はその調査に行った。あなたがそれに回答するまで、あなたは他の3人に言った。これは全くの消耗である。
この非対称性は、1994年に作られた言葉である、反駁、あるいは事実確認するためには最初に述べた時よりも多大な時間を要する、もっともらしい議論、半分の真実、詐称、及び明白な嘘を弄する、創造論の議論とその修辞技法を表わす「ギッシュ・ギャロップ」によく似ている。
ヨガの研究者で実践者でもあるマーク・シングルトンとボレイン・ラリオスは、ブランドリーニの法則のために、彼らの同僚の何人かが、非研究者との「公の場での議論への嫌悪感」を私的に説明した、と述べている。